# Дальнее (Кабардино-Балкария)
Да́льнее — село в Прохладненском районе Кабардино-Балкарской Республики. Административный центр муниципального образования «Сельское поселение Дальнее».

## География
Село расположено в северо-восточной части Прохладненского района, в 50 км к северо-востоку от районного центра Прохладный и 105 км от города Нальчик (по дороге).
Граничит с землями населённых пунктов: Восточное на юго-западе, Ростовановское на северо-западе, Малакановское на северо-востоке и Балтийский на юго-востоке.
Населённый пункт расположен в нижней части наклонной Кабардинской равнины, в равнинной зоне республики. Средние высоты на территории села составляют 198 метров над уровнем моря. Рельеф местности в основном представляет собой слабо-волнистые равнинные территории, без резко выраженных колебаний относительных высот.
Гидрографическая сеть на территории населённого пункта представлено слабо. К югу от села тянется Правобережный канал, используемый для орошения сельскохозяйственных угодий. Уровень залегания грунтовых вод составляет около 15 метров.
Климат умеренный полузасушливый. Среднемесячная температура воздуха в июле достигает +24,0°С, в января составляет около -3,0°С. В целом среднегодовая температура воздуха составляет +10,8°С при среднегодовом количество осадков в 450 мм. Основные ветры восточные и северо-западные. В конце лета возможны суховеи, дующие со стороны Прикаспийской низменности.

## История
Населённый пункт основан в марте 1947 года, как восьмое отделение зерносовхоза «Прималкинский». Первые жители нового посёлка занимались пастбищным скотоводством, одновременно строя себя жильё.
В 1964 году посёлок стал административным центром образованного Изобильненского сельсовета КБАССР, включавшим в себя посёлки Дальнее, Восточный и Малаканоский.
Ныне административный центр Сельского поселения Дальнее.

## Население
| 2002 | 2010 | 2021 |
| ---- | ---- | ---- |
| 702  | ↗750 | ↗819 |

Национальный состав
По данным Всероссийской переписи населения 2010 года:
| Народ      | Численность, чел. | Доля от всего населения, % |
| ---------- | ----------------- | -------------------------- |
| русские    | 332               | 44,3 %                     |
| турки      | 152               | 20,3 %                     |
| балкарцы   | 151               | 20,1 %                     |
| кабардинцы | 44                | 5,9 %                      |
| украинцы   | 30                | 4,0 %                      |
| другие     | 41                | 5,4 %                      |
| всего      | 750               | 100 %                      |

По данным Всероссийской переписи населения 2021 года:
| Народ      | Численность, чел. | Доля от всего населения, % |
| ---------- | ----------------- | -------------------------- |
| русские    | 346               | 42,25 %                    |
| турки      | 231               | 28,20 %                    |
| балкарцы   | 154               | 18,80 %                    |
| кабардинцы | 34                | 4,16 %                     |
| осетины    | 16                | 1,95 %                     |
| другие     | 38                | 4,64 %                     |
| всего      | 819               | 100 %                      |

Половозрастной состав
По данным Всероссийской переписи населения 2010 года:
| Возраст     | Мужчины, чел. | Женщины, чел. | Общая численность, чел. | Доля от всего населения, % |
| ----------- | ------------- | ------------- | ----------------------- | -------------------------- |
| 0 — 14 лет  | 74            | 85            | 159                     | 21,2 %                     |
| 15 — 59 лет | 233           | 261           | 494                     | 65,9 %                     |
| от 60 лет   | 28            | 69            | 97                      | 12,9 %                     |
| Всего       | 335           | 415           | 750                     | 100,0 %                    |

Мужчины — 335 чел. (44,7 %). Женщины — 415 чел. (55,3 %).
Средний возраст населения — 34,6 лет. Медианный возраст населения — 33,6 лет.
Средний возраст мужчин — 31,9 лет. Медианный возраст мужчин — 31,1 лет.
Средний возраст женщин — 36,6 лет. Медианный возраст женщин — 35,3 лет.

## Образование
- МКОУ Средняя общеобразовательная школа — ул. Школьная, 4.
- МДОУ Начальная школа Детский сад — ул. Ленина, 11.

## Здравоохранение
- Участковая больница — ул. Пушкина, 28.

## Культура
- МКУК Культурно-досуговый центр — ул. Школьная, 9.

## Улицы
На территории села зарегистрировано 6 улиц:

| 50 лет Октября |
| Ленина         |

| Молодёжная |
| Пушкина    |

| Чапаева  |
| Школьная |